# Perzische wilg
Salix aegyptiaca, in Nederland  bekend als de Perzische wilg,  is een boom uit het geslacht van wilgen (Salix). Deze wilg heeft in de eerste twee jaren rode takken, met bladeren die tot wel 15 centimeter kunnen worden, maar later worden de twijgen kaal.  Het natuurlijke verspreidingsgebied van de soort is in de Kaukasus en in West-Azië, maar de wilg wordt ook veel gekweekt in de omringende landen als niet-inheemse boom.

## Beschrijving
De Perzische wilg kan 2,5 tot 10 meter hoog worden. Het is een boom met gestreept hout. De twijgen zijn in het begin dik, rood, met grijze haren, maar na het tweede jaar worden de twijgen kaal. De bloemknoppen zijn eivormig. Ze worden 6 tot 9 millimeter lang, 4 tot 6 millimeter in diameter en zijn stomp of puntig. De bladeren hebben niervormige of halfhartvormige steunblaadjes. Ze worden van 1,5 tot 6 millimeter lang. Ze vallen er vroeg in de herfst van af. De bladsteel is 4 tot 12 millimeter lang. Het blad is 5 tot 15 centimeter lang en 3 tot 6 centimeter breed. Ze zijn omgekeerd eirond tot elliptisch-lancetvormig, meestal half zo breed als lang. Ze hebben een spits of stomp uiteinde. Ook hebben ze een ronde tot breed wigvormige basis en een min of meer golvende en onregelmatig gekartelde bladrand. Er worden 15 paar nerven gevormd. Beide zijden zijn aanvankelijk behaard. De bovenkant van het blad wordt later kaal en is dan glanzend groen. De onderzijde is blauwgroen en grijs en blijft behaard.
De schutbladen zijn behaard en zijdeachtig. Ze zijn 2 tot 3,5 millimeter lang en 1,5 tot 3 millimeter breed.
De talrijke katjes verschijnen zelfs voordat de bladeren uitkomen en zijn tot wel 20 cm lang, cilindrisch tot ovaal en dicht behaard.
Mannelijke bloemen hebben twee meeldraden met 7 tot 10 millimeter lange, halfvolwassen en harige meeldraden aan de basis. De eierstok van vrouwelijke bloemen is gesteeld en licht behaard. De Perzische wilg bloeit van maart tot april.

## Bereik
Het natuurlijke verspreidingsgebied bevindt zich in gematigde streken in het noorden van Iran en Irak, in het zuidoosten van Turkije en in Azerbeidzjan .   Ook wordt de Perzische wilg gekweekt in Egypte, Irak, Afghanistan en Pakistan.  De soort groeit in uiterwaarden en oeverbanken op frisse tot vochtige, zure tot neutrale zand-grindbodems op zonnige locaties. De soort houdt van warmte en is doorgaans winterhard. 

## Naamgeving
De soortnaam werd in 1755 gepubliceerd door Carl Linnaeus.  Salix komt uit het Latijn en werd al door de Romeinen gebruikt voor verschillende soorten wilgen.  De soortaanduiding aegyptiaca verwijst naar het land Egypte, hoewel de wilg daar niet inheems is, maar wel gekweekt wordt.   Een synoniem van de soort is Salix medemii Boiss. 

## Gebruik
Perzisch wilgenhout wordt zelden gebruikt, maar hij wordt wel soms als sierheester gebruikt vanwege de decoratieve bloemen.  